# Bert Fröndhoff
Bert Fröndhoff ist ein preisgekrönter deutscher Wirtschaftsjournalist. Er ist der Leiter des Bereichs Industrie im Ressort Unternehmen der Tageszeitung Handelsblatt in Düsseldorf. 2019 erhielt Fröndhoff zusammen mit vier Redaktionsmitgliedern den Georg von Holtzbrinck Preis für Wirtschaftspublizistik in der Kategorie Print für einen gemeinsam verfassten Textbeitrag über das Thema Bayer und Glyphosat.